# Electricity (Suede)
"Electricity" är en låt av Suede, skriven av Brett Anderson, Neil Codling och Richard Oakes. Det är gruppens fjortonde singel och den första från albumet Head Music. Singeln släpptes den 12 april 1999 och nådde 5:e plats på den brittiska singellistan.

## Låtförteckning
Kassettsingel
1. "Electricity" (Brett Anderson, Neil Codling, Richard Oakes)
2. "Implement Yeah!" (Anderson, Codling, Simon Gilbert, Oakes, Mat Osman)

CD-singel 1
1. "Electricity" (Anderson, Codling, Oakes)
2. "Popstar" (Anderson, Gilbert, Oakes, Osman)
3. "Killer" (Anderson, Oakes)

CD-singel 2
1. "Electricity" (Anderson, Codling, Oakes)
2. "See That Girl" (Anderson)
3. "Waterloo" (Codling)

Minidisc
1. "Electricity" (Anderson, Codling, Oakes)
2. "Popstar" (Anderson, Gilbert, Oakes, Osman)
3. "Killer" (Anderson, Oakes)
4. "See That Girl" (Anderson)
5. "Waterloo" (Codling)
6. "Implement Yeah!" (Anderson, Codling, Gilbert, Oakes, Osman)